# لارنس نیوسلاین
لارنس نیوسلاین (انگلیسی: Lawrence Nuesslein; ۱۶ مهٔ ۱۸۹۵ – ۱۰ مهٔ ۱۹۷۱) تیرانداز اهل ایالات متحده آمریکا بود.
وی در مسابقات کشوری و بین‌المللی در مجموع برندهٔ ۲ مدال طلا، ۱ مدال نقره، ۲ مدال برنز شده‌است.